# سیمن (سگ)
سیمن (انگلیسی: Seaman) یک نیوفاندلند (سگ)، عضو سفر اکتشافی لوئیس و کلارک، در اولین سفر از رود می‌سی‌سی‌پی به ساحل اقیانوس آرام بود. او تنها حیوانی بود که کل سفر سه ساله را به پایان رساند.
سیمن در سال ۱۸۰۳ به‌طور خاص برای سفر توسط کاپیتان مری‌وثر لوئیس خریداری شد، در حالی که او در پیتسبورگ، پنسیلوانیا، در انتظار تکمیل قایق برای سفر بود. او یک نیوفاندلند را انتخاب کرد که وزن آن ۱۵۰ پوند (۶۸ کیلوگرم) است و برای آن قیمت بالای ۲۰ دلار (معادل ۳۹۱ دلار در سال ۲۰۲۲) پرداخت کرد: نیمی از حقوق یک کاپیتان ارتش. سیمن کارهای زیادی برای کمک به کاشفان انجام داد و آنها به او علاقه‌مند شدند.
سیمن از این سفر جان سالم به در برد و مری‌وثر لوئیس سگ را با خود به سنت لوئیس برد. گزارش شده‌است که او پس از مرگ زودرس لوئیس سیمن غذا را رد کرد و از اندوه درگذشت.